# Oliarus furcata
Oliarus furcata är en insektsart som beskrevs av Victor Antoine Signoret 1884. Oliarus furcata ingår i släktet Oliarus och familjen kilstritar.
Artens utbredningsområde är Turkmenistan. Inga underarter finns listade i Catalogue of Life.